# Vagovina
Vagovina est un village croate de la municipalité de Čazma et situé dans le comitat de Bjelovar-Bilogora. Il est relié à la route D43. 

## Démographie
En 2021, la population était de 333 habitants. 